# Lamothe-Cumont
Lamothe-Cumont település Franciaországban, Tarn-et-Garonne megyében. Lakosainak száma 126 fő (2022. január 1.). Lamothe-Cumont Cumont, Gimat és Glatens községekkel határos.

## Népesség
A település népessége az elmúlt években az alábbi módon változott:
| Lakosok száma | 117  | 114  | 121  | 123  | 127  | 126  | 125  | 126  | 126  |
|               | 2013 | 2015 | 2016 | 2017 | 2018 | 2019 | 2020 | 2021 | 2022 |